# Museo civico del mare
Il Civico Museo del mare di Tropea si trova nel palazzo Santa Chiara di Tropea.

## Storia
La storia del museo è legata al recupero dello storico palazzo Santa Chiara e dell’annesso convento delle Clarisse. Il convento fu tra i primi dell’ordine in Calabria, fondato nel 1261 dalle famiglie Ruggeri e Mumoli. L'edificio, a seguito del terremoto del 1783, fu convertito in residenza privata con l'incamerato dalla Cassa Sacra. In seguito, durante il XX secolo fu adibito a ospedale cittadino e poi a municipio. Con il recupero dell'edificio, l'antica chiesa è stata trasformata in auditorium, mentre le sale adibite a refettorio e cucina sono state destinate all'istituzione del Civico Museo del Mare.
L'allestimento espositivo presenta reperti fossili e materiali provenienti dal territorio circostante a Tropea e dalla costa dei dintorni.
Il museo è stato inaugurato con il progetto "Un tesoro in fondo al mare", con l'apertura ufficiale legata alla mostra fotografica "I fondali del Tirreno calabrese", organizzata dall'oceanografo Francesco Florio, curatore della sezione di Biologia marina, basata sugli scatti dei biologi marini Fabrizio Fabbroni e Dario Viccari, volta a valorizzare la biodiversità del biosistema dei mari calabresi. Il progetto è proseguito con la mostra paleontologica "I fondali del Mediterraneo antico", curata dal responsabile scientifico del museo, il prof. Giuseppe Carone. 
Il museo ha aderito sin da subito alla rete dei musei del mare del Museo Navigante.
Il primo anno di attività si è concluso con l'inaugurazione della mostra d'arte antologica dell'artista Giuseppe De Filippo intitolata "Acqua, mito, uomo" e con l'adesione all'iniziativa Domenica al Museo del MiBAC.
Dopo la chiusura imposta dalla pandemia di Covid, l'Istituto Paleontologico Calabrese (già Gruppo Paleontologico Tropeano), ente gestore del museo, ha completato le procedure per l'esposizione di tutti i reperti fossili custoditi nel museo, ottenendo nel settembre 2022 l'autorizzazione da parte del MiBAC.

## Descrizione
Il museo è diviso in due sezioni principali: paleontologia marina e biologia marina. Le quattro sale visitabili sono ubicate al pian terreno e sono prive di barriere architettoniche.
La sala A ospita la biglietteria e un ambiente espositivo con reperti marini dedicati ai selaci, dove è possibile vedere una collezione con denti di Otodus megalodon e Carcharodon carcharias, un apparato masticatorio di Myliobatis e vertebre di Isuridae di 7 milioni di anni fa;
La sala B ospita le collezioni di Biologia marina suddivise in conchiglie, echinoidi e vertebrati marini provenienti dal Tirreno meridionale e dalla Costa degli Dei in particolare, oltre ad una delle collezioni più complete al mondo di Clypeaster miocenici, oltre ai paratipi della specie Amphiope caronei, intitolata al paleontologo Carone, direttore scientifico del museo;
La sala C è destinata alla collezione di Paleontologia marina, anch'essa prevede reperti fossili di conchiglie, echinidi e vertebrati marini del Tortoniano e del Calabriano, oltre ai grandi mammiferi marini: sono infatti esposti vari reperti di Metaxytherium (tra cui uno scheletro tra i più completi al mondo della specie M. Serresii), una serie di 9 denti appartenenti allo stesso organismo di Scaldicetus sp. e uno scheletro di balenottera miocenica appartenente alla specie Heterocetus guiscardii;
La sala D è quella dedicata ai mammiferi continentali rinvenuti in contesto stratigrafico marino (frutto di un deposito di contesto fluviale trascinato alla foce). La collezione è composta da resti di fauna Pichermiana costituita da antenati degli attuali cavalli, rinoceronti, gazzelle, elefanti, giraffe. Nella sala sono ospitate anche mostre temporanee.

La Biblioteca tematica, in fase di allestimento, accoglie il fondo librario del Gruppo Paleontologico Tropeano e ospita volumi sul mare, sulla paleontologia, sulla malacologia e sulla storia della Calabria. Il locale custodisce inoltre una serie di opere d'arte donate al Gruppo Paleontologico Tropeano in vista della costituzione di una Pinacoteca del mare dà accesso al magazzino, al cortile destinato ai piccoli eventi e alla direzione del museo. 

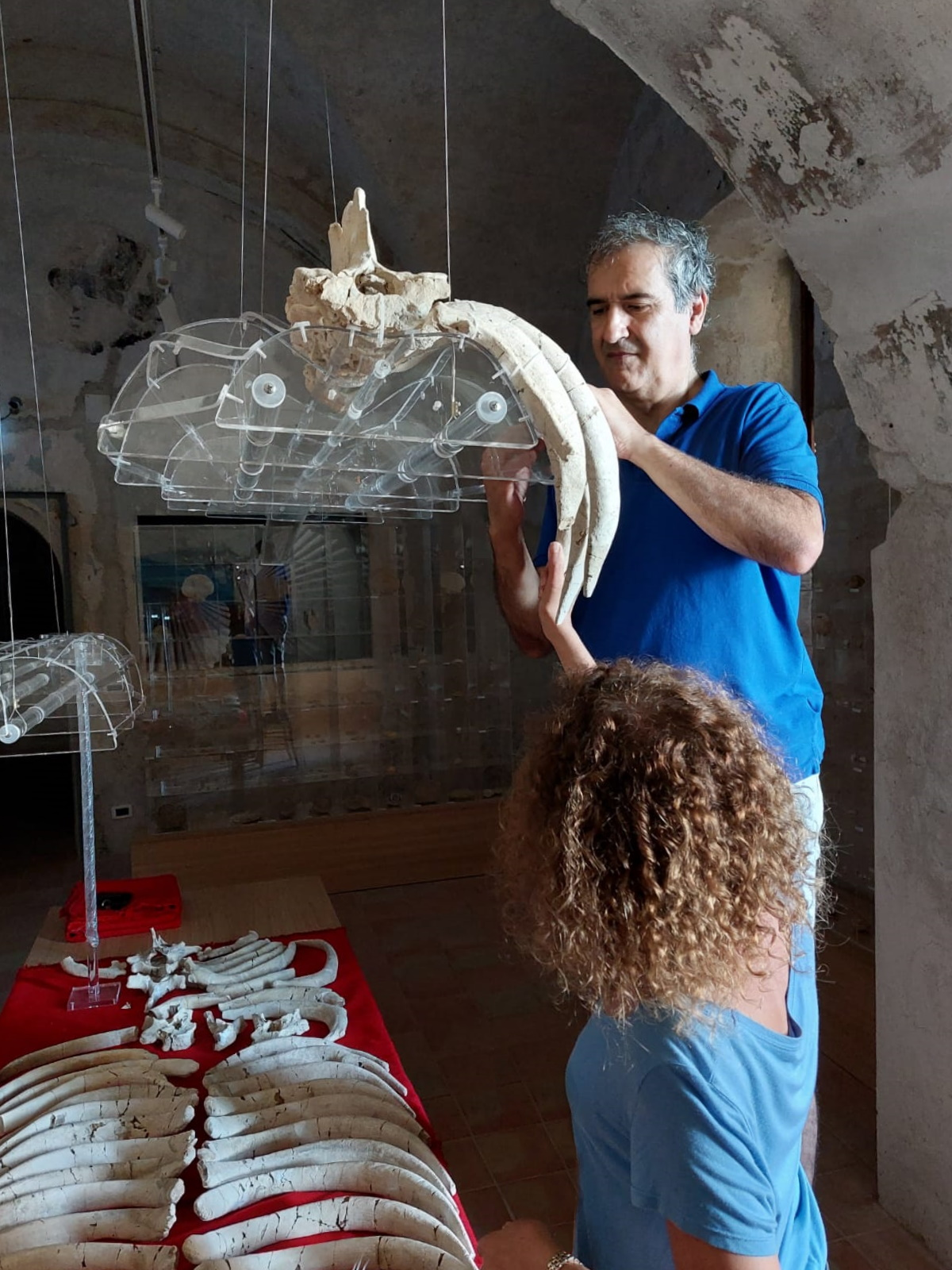
Il paleontologo Giuseppe Carone durante la fase di montaggio dello scheletro di Metaxytherium serresii del Civico Museo del Mare di Tropea.
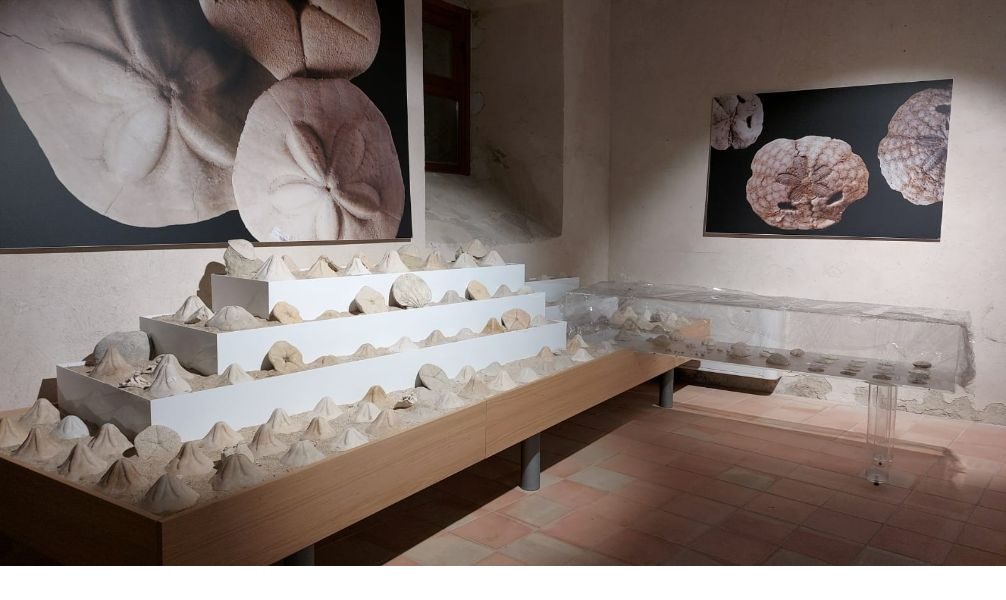
L'esposizione di Clypeaster e di echinoidi miocenici del Civico Museo del Mare di Tropea.
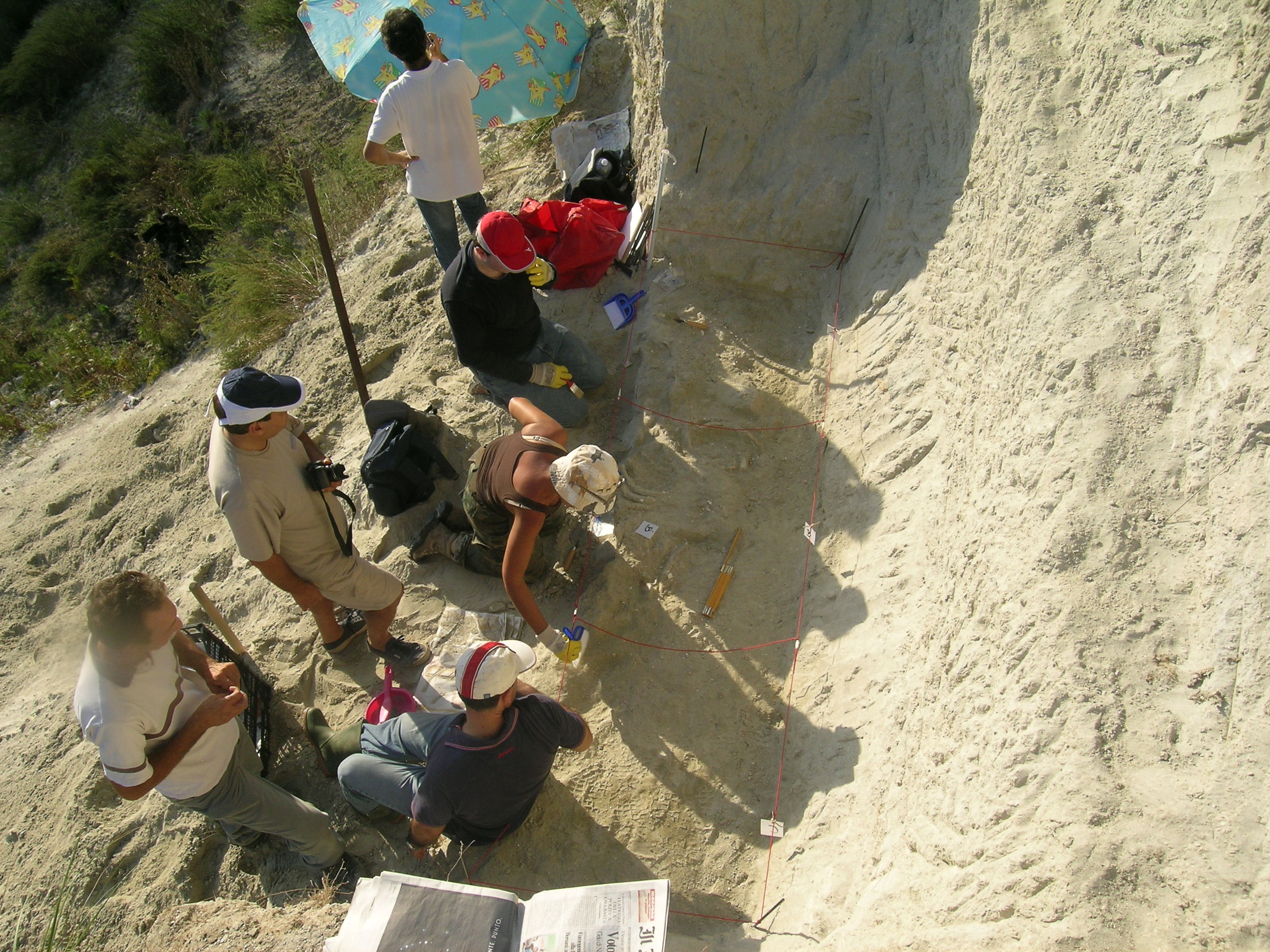
I membri del Gruppo Paleontologico Tropeano durante il recupero di uno scheletro di Sirenio nel 2010.
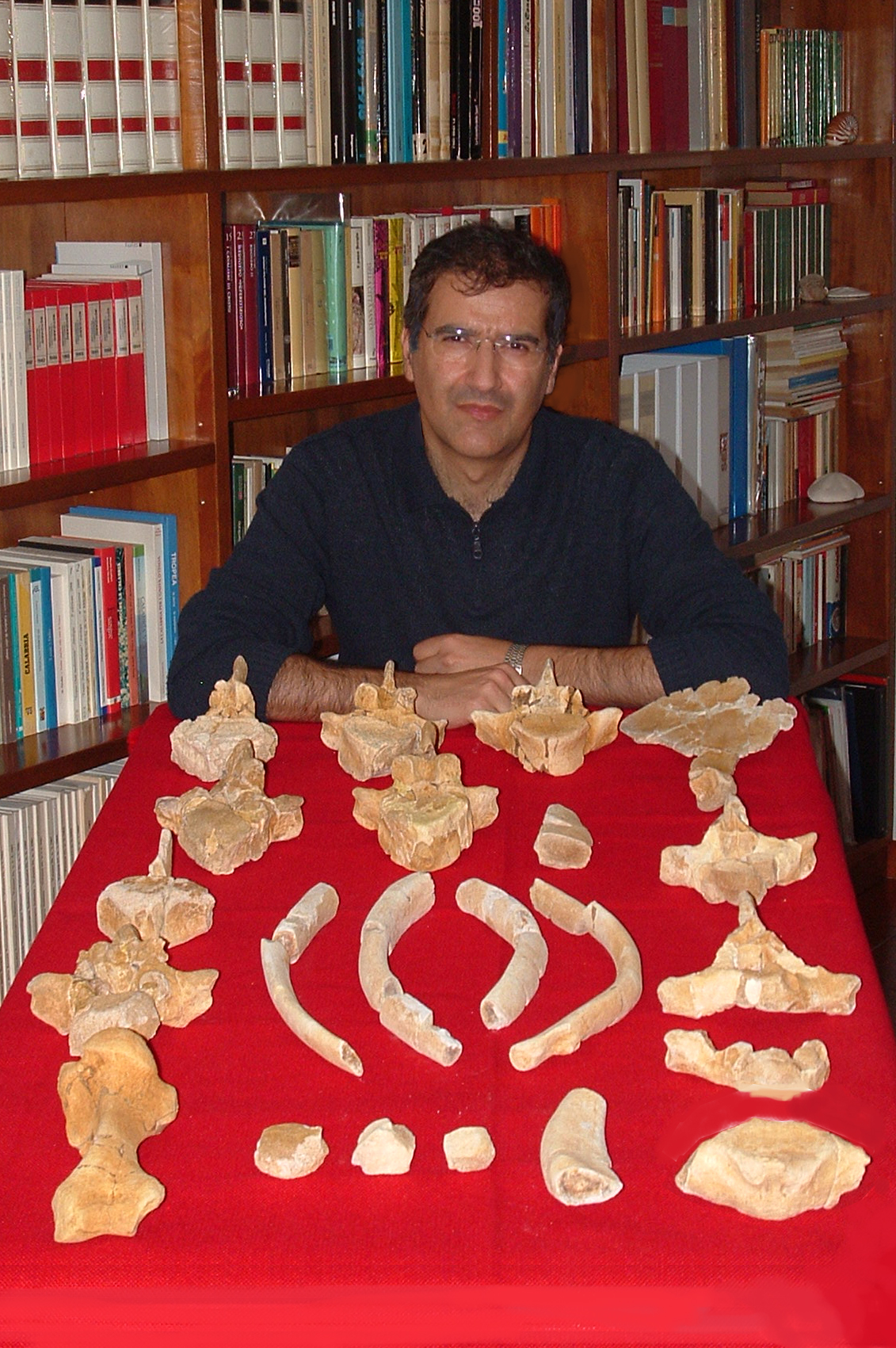
Il paleontologo Giuseppe Carone nel 2011, durante lo studio del Metaxytherium serresii recuperato a Cessaniti.

Il cortile ospita iniziative culturali, incontri, letture, presentazione di libri.